# レンキャラン
座標: 北緯38度45分13秒 東経48度51分04秒 / 北緯38.75361度 東経48.85111度

アゼルバイジャン内のレンキャランの位置

レンキャラン (アゼルバイジャン語: Lənkəran、タリシュ語: Lankon) はアゼルバイジャン南東部のカスピ海に面する都市。
2015年の人口は約22.1万人。
レンキャラン県に囲まれている。

## 語源
- ペルシア語：「碇を上げる場所」を意味する「ランガルカナン」
- タリシュ語：「竹の家」を意味する「ラン・カラン」
- メディア語：「ラン族の境界」を意味する「ラン・カラン」

## 歴史
レンキャランはレンキャラン川河口の北の丘に設立された。
新石器時代には既に人が住んでおり、青銅器時代や鉄器時代には要塞化された村が有った。

1728年、露土戦争の結果レンキャランはロシア帝国に割譲された。
1732年、ラシュト条約の結果レンキャランはサファヴィー朝(イラン)に割譲された。
1747年、アフシャール朝創始者のナーディル・シャー王が暗殺された。

同年、アフシャール朝からタリシュ・ハン国が独立した。

タリシュ・ハン国は終始イランのザンド朝とガージャール朝に服属した。
1813年、露土戦争が起き、ピョートル・コトゥリャレヴスキー将軍がレンキャラン襲撃を行った。
同年結ばれたゴレスターン条約で、レンキャランはガージャール朝(イラン)に返還された。
1828年、露土戦争の結果結ばれたトルコマンチャーイ条約によって、レンキャランはロシア帝国に割譲されタリシュ・ハン国は滅亡した。

1917年、ロシア革命が起き、ロシア帝国が滅亡しソ連が成立した。
1918年、アゼルバイジャン民主共和国が成立した。
1920年、アゼルバイジャン民主共和国は滅亡し、アゼルバイジャン・ソビエト社会主義共和国が成立した。
1991年、ソ連の崩壊によってアゼルバイジャンが独立した。

## 気候
レンキャランは温暖湿潤気候(Cfa)である。
年間平均降水量は1600～1800mmで、アゼルバイジャンで最も雨が多い。
| レンキャランの気候                            | レンキャランの気候 | レンキャランの気候 | レンキャランの気候 | レンキャランの気候 | レンキャランの気候 | レンキャランの気候 | レンキャランの気候 | レンキャランの気候 | レンキャランの気候 | レンキャランの気候 | レンキャランの気候 | レンキャランの気候 | レンキャランの気候 |
| 月                                            | 1月                | 2月                | 3月                | 4月                | 5月                | 6月                | 7月                | 8月                | 9月                | 10月               | 11月               | 12月               | 年                 |
| --------------------------------------------- | ------------------ | ------------------ | ------------------ | ------------------ | ------------------ | ------------------ | ------------------ | ------------------ | ------------------ | ------------------ | ------------------ | ------------------ | ------------------ |
| 平均最高気温 °C （°F）                        | 7.2 (45)           | 7.2 (45)           | 11.0 (51.8)        | 17.5 (63.5)        | 22.5 (72.5)        | 27.2 (81)          | 30.4 (86.7)        | 29.5 (85.1)        | 25.9 (78.6)        | 19.9 (67.8)        | 14.1 (57.4)        | 10.1 (50.2)        | 18.54 (65.38)      |
| 平均最低気温 °C （°F）                        | 0.0 (32)           | 1.0 (33.8)         | 3.9 (39)           | 8.6 (47.5)         | 13.1 (55.6)        | 17.5 (63.5)        | 20.1 (68.2)        | 19.7 (67.5)        | 16.9 (62.4)        | 11.8 (53.2)        | 6.7 (44.1)         | 2.5 (36.5)         | 10.15 (50.28)      |
| 降水量 mm （inch）                            | 91 (3.58)          | 114 (4.49)         | 90 (3.54)          | 50 (1.97)          | 54 (2.13)          | 22 (0.87)          | 17 (0.67)          | 50 (1.97)          | 143 (5.63)         | 259 (10.2)         | 168 (6.61)         | 88 (3.46)          | 1,146 (45.12)      |
| 平均降水日数                                  | 10                 | 10                 | 11                 | 8                  | 8                  | 3                  | 2                  | 4                  | 7                  | 13                 | 12                 | 9                  | 97                 |
| 平均月間日照時間                              | 105.4              | 98.9               | 124.0              | 171.0              | 226.3              | 282.0              | 306.9              | 254.2              | 189.0              | 127.1              | 99.0               | 108.5              | 2,092.3            |
| 出典1：World Meteorological Organization (UN) |                    |                    |                    |                    |                    |                    |                    |                    |                    |                    |                    |                    |                    |
| 出典2：Hong Kong Observatory(sun only)        |                    |                    |                    |                    |                    |                    |                    |                    |                    |                    |                    |                    |                    |

## 人口構成
レンキャランはアゼルバイジャン最大のタリシュ人社会である。
- アゼルバイジャン人：80.54%
- タリシュ人：19.26%
- ロシア人：0.19%
- その他：0.01%

## 宗教
イスラム教が多数派で、特にシーア派が多い。
アゼルバイジャンはイランに次いで2番目の人口を持つシーア派大国である。

キチク市場モスクとボユク市場モスクが有名である。

## 文化
2012年、首都バクー、ギャンジャと共にアース・アワー運動に参加した。

## スポーツ

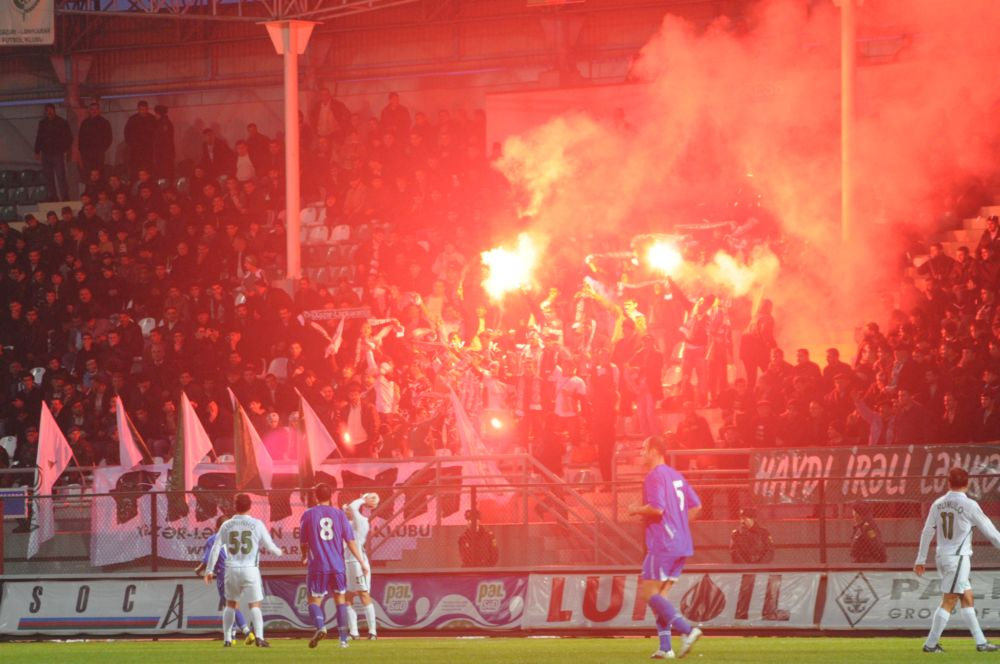
レンキャラン競技場のハザル・レンコランのファン

FKハザル・レンコランがアゼルバイジャン・プレミアリーグで試合をしている。
レンキャラン競技場は2012 FIFA U-17女子ワールドカップの会場の1つになった。
2012年、ヨーロッパ重量挙げ大会の招致に成功した。

## 交通
- 空路：レンキャラン国際空港（英語版）…2008年9月に設立された、国内最大の空港の1つ。[17]
- 鉄道：東のバクーと南のアスタラ（英語版）に繋がっている。[18][19]

## 教育
- レンキャラン国立大学（英語版）…1991年設置。

## 著名人
- サマドゥ・ベイ・メフマンダロヴ（英語版）(Səməd bəy Mehmandarov )：アゼルバイジャン民主共和国防衛大臣。1855年～1931年
- マリャム・バイラマリベヨヴァ（英語版）(Məryəm Bayraməlibəyova)：社会活動家。1898年～1987年。
- ハギガトゥ・ルザイェヴァ（英語版）(Həqiqət Rzayeva)：女優・歌手。1907年～1969年。
- ジャハン・タリュシンスカや（英語版）(Cahan Talışinskaya)：歌手・女優。1909年～1967年。
- ハジ・アスラノヴ（英語版）(Həzi Aslanov)：ソ連の少将。1910年～1945年。
- ムナッヴァル・カランタルリ（英語版）(Münəvvər Kələntərli)：女優・歌手。1912年～1962年。
- ドミトリー・クラマレンコ（英語版）(Дмитрий Сергеевич)：サッカー選手。ガバラFKのコーチ。1974年～。
- ロヴシャン・ジャニエヴ（英語版）(Rövşən Cəniyev)：マフィア。1975年～。
- トゥラン・ミズライェヴ（英語版）(Turan Mirzəyev)：重量挙げ選手。2003年欧州重量挙げ大会準優勝。1979年～。
- ジャヴィドゥ・タギイェヴ（英語版）(Cavid Tağıyev)：ボクサー。1981年～。
- ムクタル・ムクタロヴ（英語版）(Мұхтар Бадірханұлы Мұхтаров)：サッカー選手。FCオルダバス所属。1986年～。
- ラミン・アジゾヴ（英語版）(Ramin Qulam oğlu Əzizov)：ロンドンオリンピック (2012年)にテコンドーで出場。1988年～。
- オルハン・サファロフ(Orxan Səfərov)：柔道選手。2014年世界柔道選手権大会(トビリシ)優勝。1991年～。
- エルヌル・ジャファロヴ（英語版）(Elnur Cəfərov)：サッカー選手。FKハザル・レンコラン所属。1997年～。

## 姉妹都市
- モントレー (アメリカ・カリフォルニア州)
- チェルヴェーテリ(イタリア・ラツィオ州)
- イスケンデルン(トルコ・ハタイ県)

## 写真

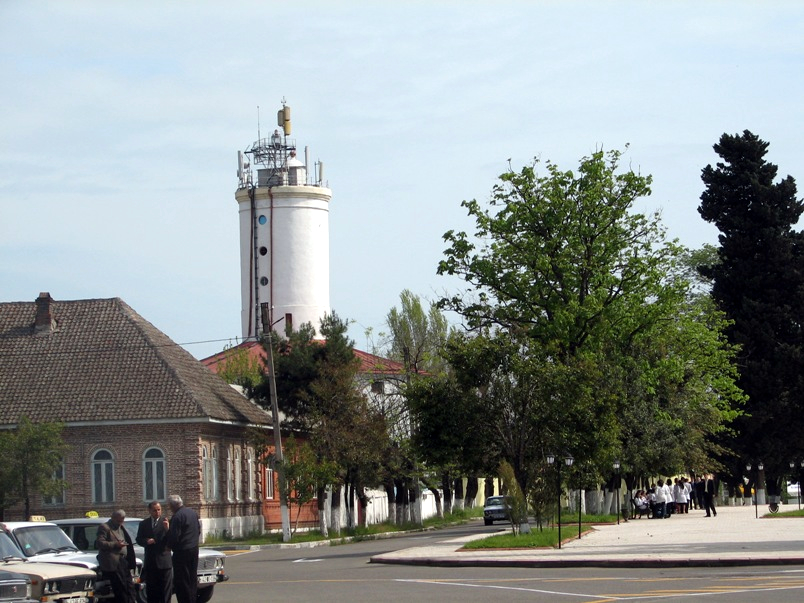
レンキャラン中央通り